# 4294967296
4294967296（四十二億九千四百九十六万七千二百九十六、よんじゅうにおくきゅうせんよんひゃくきゅうじゅうろくまんななせんにひゃくきゅうじゅうろく）は、自然数または整数において、4294967295の次で4294967297の前の数である。

## 性質
- 4294967296は合成数であり、約数は素因数分解から自明な通り、全て2の累乗(20, 21,… ,232)である。
  - 約数の和は233 − 1。
- 4294967296 = 232
  - 2番目の32乗数である。1つ前は1、次は1,853,020,188,851,841。
  - 32番目の2の累乗数である。1つ前は2147483648、次は8589934592。
- 4294967296 = 416
  - 4番目の16乗数である。1つ前は43046721、次は152587890625。
  - n = 16 のときの4nの値とみたとき1つ前は1073741824、次は17179869184。
- 4294967296 = 168
  - 16番目の8乗数である。1つ前は2562890625、次は6975757441。
  - n = 8 のときの16nの値とみたとき1つ前は268435456、68719476736。
- 4294967296 = 2564
  - 256番目の4乗数 (二重平方数) である。1つ前は4228250625、次は43620470401。
- 4294967296 = 655362
  - 65536番目の平方数である。1つ前は4294836225、次は4295098369。
- 4294967296 = 225
  - n = 5 のときの22nの値とみたとき1つ前は65536、次は18446744073709551616（264）。（オンライン整数列大辞典の数列 A001146）
- 4294967296 はゴールドバッハの予想を満たす。
- 4294967296 は概完全数である。

## その他 4294967296 に関すること
- 4294967296は、2進数32桁で表現することができる数値の個数である（0～4294967295）。コンピュータにおいては、2進数32桁（32ビット, 4バイト）をひとまとまりのデータとして扱う場合が多いため、情報技術の分野ではよく目にする値である。
  - 32ビットCPUが(素直に)管理することができるメモリアドレス空間の上限容量である（4294967296バイト）。
  - WAVなどいくつかのファイルフォーマットでは、サイズの表現に32ビット整数を使用しているため、4294967296バイト以上のデータを作成することができない。
  - IPv4における理論上のIPアドレスの総数である。IPv4ではIPアドレスは2進数32ビットで表現されるためであり、しばしば「192.168.100.1」のように8ビットの整数を4つ(8 * 4 = 32ビット)列挙して記述される。約43億個という数は現在のインターネットの規模に対して充分に大きいとは言えないためIPアドレス枯渇問題が起こっている。
- 時間・時刻を32bit符号なし整数で扱う環境において、4294967296を正しく扱えずに問題を起こすことがある。
  - 4294967296ミリ秒、42949672.96秒の取り扱いにかかる49.7日問題、497日問題[1]。
  - 起点(Epoch)から4294967296秒後にオーバーフローを起こすプロトコルが存在する。(NTP v3における2036年問題等)